# استانداردهای خدمات کتابخانه‌ای
استانداردهای خدمات کتابخانه‌ای (Standard for Library Services) به ضوابطی گفته می‌شود که با آن خدمات کتابداری ارزشیابی می‌شود. این ضوابط ممکن است به طور خیلی خاص با جزئیات کمی نشان داده شود یا به طور کلی به صورت انگیزه‌ای به سوی کمال ایده‌آل باشد. در این حالت بیشتر به عنوان راهنما جلوه می‌کند تا استاندارد. در بعضی از کتابخانه‌ها مانند کتابخانه‌های عمومی آمریکا، روش‌های برنامه‌ریزی و ارزیابی بازده کاربه عنوان شاخص‌های مناسبتری برای کارایی جایگزین استانداردها شده‌اند. پروژه پیشرفت انجمن کتابداران کانادانیز همین گونه عمل می‌کند.

## استانداردهای اصلی آمریکا
- ALA:استاندارد برای کتابخانه‌های مدارس عالی، ۱۹۷۵
- ACRL:برای برنامه منابع آموزشی دو ساله مدارس عالی، ۱۹۷۹
- ARL/ACRL:برای کتابخانه‌های دانشگاهی، ۱۹۷۸/۷۹
- AASL:برنامه رسانه‌ها: ناحیه ومدارس، ۱۹۷۵
- PLA:بیانیهٔ رسالت، ۱۹۷۷و برنامه‌ریزی برای کتابخانه‌های عمومی، ۱۹۸۰

## استانداردهای اصلی انگلستان
- LA:راهنمایی برای کتابخانه‌های عمومی وخدمات مرجع و اطلاع‌رسانی در انگلیس و ویلز، ۱۹۸۱
- LA:راهنمایی برای کتابخانه‌های مدارس عالی، ۱۹۸۲
- AL:منابع و کتابخانه‌های مدارس، ۱۹۷۷
- SLA:راه آینده، ۱۹۸۰
- LA:راهنمایی برای خدمات کتابخانه‌ای خدمات بهداشتی، ۱۹۸۰
- LA:راهنمای کتابخانه‌های زندان، ۱۹۸۱
- HMSO:بخش زندان، تسهیلات کتابخانه‌ای برای اشخاص در توقیف، ۱۹۷۸.[۱]